# Koromľa
Koromľa je naseljeno mjesto u okrugu Sobrance u Košickom kraju u Slovačkoj.

## Stanovništvo
| Godina:     | 1993. | 2003.   | 2013.    | 2023.   |
| ----------- | ----- | ------- | -------- | ------- |
| Broj ljudi: | 518   | 526     | 446      | 402     |
| Razlika:    |       | +1,54 % | -15,20 % | -9,86 % |

| Godina:     | 2022. | 2023.   |
| ----------- | ----- | ------- |
| Broj ljudi: | 408   | 402     |
| Razlika:    |       | -1,47 % |

Prema podatcima o broju stanovnika iz 2023. godine naselje je imalo 402 stanovnika.

## Vanjske poveznice
|  | Zajednički poslužitelj ima još gradiva o temi Koromľa |

- Službena stranica naselja (sl.)